# Боллер, Ян
Ян Бо́ллер (нем. Jan Boller; родился 14 марта 2000 года, Зиген, Германия) — немецкий футболист, защитник клуба «Фортуна».

## Клубная карьера
Ян Боллер — воспитанник «Байер 04». 31 июля 2019 года перешёл в «ЛАСК». За «Юниорс» дебютировал 9 августа в матче против «Капфенберга». Свой первый гол забил в ворота того же клуба. В матче против «Рапид Вена II» получил две жёлтые карточки. Дебют за ЛАСК произошёл в матче против «Тироля». Из-за легкого ранения пропустил 25 дней. 1 октября 2022 года порвал крестообразную свзяку.

## Карьера в сборной
За сборную Германии до 16 лет сыграл 8 матчей. За сборную до 17 лет сыграл на двух чемпионатах: Европы, где сыграл 4 матча, и мира, где также сыграл 4 матча. За сборную Германии до 19 лет сыграл 1 матч. Всего за сборные Германии сыграл 25 матчей.